# Luca Calapai
Luca Calapai (Messina, 20 maggio 1993) è un calciatore italiano, difensore del Perugia.

## Caratteristiche tecniche
È un terzino destro dotato di corsa,velocità e cross. Tifoso del Messina,ha dichiarato di apprezzare il  brasiliano Maicon.

## Carriera
Dopo essere cresciuto nei settori giovanili di Messina e Catania, esordisce in Serie A con gli etnei il 13 maggio 2012, in occasione dell'ultima partita di campionato, persa per 0-2 contro l'Udinese, sostituendo al 79º Giuseppe Bellusci. Il 14 luglio viene ceduto a titolo temporaneo al Barletta.
Il 1 ° luglio 2013 passa in comproprietà al Modena; la stessa viene prolungata per un'altra stagione il 19 giugno 2014. Il 25 giugno 2015 viene riscattato. Il 10 novembre 2017, dopo l'esclusione dal campionato della squadra emiliana, viene svincolato d'ufficio.
Tre giorni dopo viene tesserato dal Carpi, con cui firma fino al 2020 con opzione per altri due anni.
Il 17 luglio 2018 torna al Catania. Al Catania è rimasto fino a gennaio del 2022, totalizzando 98 presenze e 5 gol in campionato. Nella stagione di Serie C 2021-2022  aveva partecipato ad altre 18 gare, annullate però ai fini statistici in seguito all'esclusione della società etnea dal campionato.
Il 25 gennaio 2022 viene ceduto al Crotone.
Il 22 settembre 2023 firma per la Casertana.
Il 28 agosto 2024 viene ceduto alla SPAL.

## Statistiche

### Presenze e reti nei club
Statistiche aggiornate al 17 maggio 2025.
| Stagione         | Squadra          | Campionato       | Campionato | Campionato | Coppe nazionali | Coppe nazionali | Coppe nazionali | Coppe continentali | Coppe continentali | Coppe continentali | Altre coppe | Altre coppe | Altre coppe | Totale | Totale |
| Stagione         | Squadra          | Comp             | Pres       | Reti       | Comp            | Pres            | Reti            | Comp               | Pres               | Reti               | Comp        | Pres        | Reti        | Pres   | Reti   |
| ---------------- | ---------------- | ---------------- | ---------- | ---------- | --------------- | --------------- | --------------- | ------------------ | ------------------ | ------------------ | ----------- | ----------- | ----------- | ------ | ------ |
| 2011-2012        | Catania          | A                | 1          | 0          | CI              | 0               | 0               | -                  | -                  | -                  | -           | -           | -           | 1      | 0      |
| 2012-2013        | Barletta         | 1D               | 26+1       | 1          | CI+CI-LP        | 0               | 0               | -                  | -                  | -                  | -           | -           | -           | 27     | 1      |
| 2013-2014        | Modena           | B                | 12         | 0          | CI              | 1               | 0               | -                  | -                  | -                  | -           | -           | -           | 13     | 0      |
| 2014-2015        | Modena           | B                | 26+2       | 0          | CI              | 0               | 0               | -                  | -                  | -                  | -           | -           | -           | 28     | 0      |
| 2015-2016        | Modena           | B                | 24         | 0          | CI              | 2               | 0               | -                  | -                  | -                  | -           | -           | -           | 26     | 0      |
| 2016-2017        | Modena           | LP               | 26         | 0          | CI+CI-LP        | 2+0             | 0               | -                  | -                  | -                  | -           | -           | -           | 28     | 0      |
| nov. 2017        | Modena           | C                | 0          | 0          | CI-C            | 2               | 0               | -                  | -                  | -                  | -           | -           | -           | 2      | 0      |
| Totale Modena    | Totale Modena    | Totale Modena    | 88+2       | 0          |                 | 7               | 0               |                    | -                  | -                  |             | -           | -           | 97     | 0      |
| nov. 2017-2018   | Carpi            | B                | 8          | 0          | CI              | 1               | 0               | -                  | -                  | -                  | -           | -           | -           | 9      | 0      |
| 2018-2019        | Catania          | C                | 30+5       | 3          | CI+CI-C         | 2+0             | 0               | -                  | -                  | -                  | -           | -           | -           | 37     | 3      |
| 2019-2020        | Catania          | C                | 26+2       | 0          | CI+CI-C         | 2+4             | 0               | -                  | -                  | -                  | -           | -           | -           | 34     | 0      |
| 2020-2021        | Catania          | C                | 34+1       | 2          | CI              | 1               | 0               | -                  | -                  | -                  | -           | -           | -           | 36     | 2      |
| 2021-gen.2022    | Catania          | C                | 0          | 0          | CI-C            | 1               | 0               | -                  | -                  | -                  | -           | -           | -           | 1      | 0      |
| Totale Catania   | Totale Catania   | Totale Catania   | 91+8       | 5          |                 | 10              | 0               |                    | -                  | -                  |             | -           | -           | 109    | 5      |
| gen.-giu. 2022   | Crotone          | B                | 14         | 1          | CI              | -               | -               | -                  | -                  | -                  | -           | -           | -           | 14     | 1      |
| 2022-2023        | Crotone          | C                | 30+1       | 0          | CI-C            | 0               | 0               | -                  | -                  | -                  | -           | -           | -           | 31     | 0      |
| Totale Crotone   | Totale Crotone   | Totale Crotone   | 44+1       | 1          |                 | 0               | 0               |                    | -                  | -                  |             | -           | -           | 45     | 1      |
| 2023-2024        | Casertana        | C                | 35+3       | 1          | CI-C            | 0               | 0               | -                  | -                  | -                  | -           | -           | -           | 38     | 1      |
| ago. 2024        | Casertana        | C                | 1          | 0          | CI-C            | 1               | 0               | -                  | -                  | -                  | -           | -           | -           | 2      | 0      |
| Totale Casertana | Totale Casertana | Totale Casertana | 36+3       | 1          |                 | 1               | 0               |                    | -                  | -                  |             | -           | -           | 40     | 1      |
| 2024-2025        | SPAL             | C                | 33+2       | 0          | CI-C            | -               | -               | -                  | -                  | -                  | -           | -           | -           | 35     | 0      |
| Totale carriera  | Totale carriera  | Totale carriera  | 349        | 8          |                 | 19              | 0               |                    | -                  | -                  |             | -           | -           | 368    | 7      |